# Aphis oxytropiradicis
Aphis oxytropiradicis är en insektsart som beskrevs av Pashtshenko 1993. Aphis oxytropiradicis ingår i släktet Aphis och familjen långrörsbladlöss. Inga underarter finns listade i Catalogue of Life.